# Хеллбой 2: Золота армія
«Хеллбой 2: Золота армія» (англ. Hellboy II: The Golden Army, 2008) — фільм Гільєрма дель Торо, продовження екранізації комікса «Хеллбой: Герой з пекла» 2004 року. Фільм знятий на студії Universal Pictures, вийшов у світ 11 липня 2008 року.

## Сюжет
Фільм починається з того, що маленький Хеллбой слухає від батька історію на ніч про Золоту Армію. Колись давно ельфи, люди та інші істоти жили разом, але через те, що люди знищували ліси, ельфи почали воювати з ними. Гоблін-коваль для перемоги над людством запропонував королеві ельфів Балору створити Золоту Армію і той підтримав пропозицію. Золота Армія була військом з 4900 розпечених роботів з золотими корпусами, які підпорядковувалися тільки носію чарівної корони, створеної саме для цієї цілі. Армія розбила сили людей, але король, побачивши, що армія не знає жалю, розділив корону на три частини (дві собі і одну людям) і уклав мир. Але принц Нуада не має наміру миритися з людьми, і пішов у вигнання. Золоту Армію сховали під землею на випадок, якщо вона знову знадобиться.
Минули століття, всі ельфи, в тому числі і принц з сестрою Нуаль, не змінилися. Нуада всупереч волі батька затіяв війну проти людства, для чого вирішив включити Армію. Але принцеса пішла з центральною частиною корони, а король загинув від руки Нуади. На допомогу людям прийшли Хеллбой і його команда. Хеллбой бажав, щоб люди його любили, і допомагав їм, хоча і лишився чужим для них. Його кохана, жінка-смолоскип Ліз Шерман, вагітна, але не наважується йому сказати, оскільки не впевнена, що він стане хорошим батьком. Також до команди приєднується німець Йохан Краус, істота у вигляді хмари в скафандрі, що спеціалізується на ектоплазмі. У нього з Хеллбоєм не найкращі відносини. В одному з боїв Нуада ранить Хеллбоя, встромлюючи йому в бік особливе лезо, яке неможливо вийняти. Нуада пропонує обмін: життя Хеллбоя в обмін на частину корони. Прибувши до Ісландії, команда знаходить там Ангела Смерті і Ліз прохає його врятувати Хеллбоя попри розповідь Ангела Смерті про те, що колись Хеллбой принесе руйнування у світ. Ліз признається воскреслому Хеллбєві в тому що вона вагітна.
У цей час друг Хеллбоя, людина-амфібія Ейб Сапіен, закохується в принцесу Нуаль і тепер, коли Нуада її викрадає, готовий віддати останню частину корони в обмін на неї. Але принц їх обманює і включає Армію. Команда вступає з ними в сутичку, а Йоханн навіть бере під контроль одного з роботів, але ті після бою самовідновлюються навіть якщо їхні деталі знаходяться далеко одна від одної. Але тут Хеллбой рятує становище і кидає Нуаду виклик, оскільки сам королівської крові і має право на корону. Він перемагає, Нуада намагається вбити його нишком, але несподівано гине від руки сестри, яка отримувала всі його поранення і пронизала себе кинджалом, щоб убити брата. Обоє вони перетворюються на камінь і розсипаються. Ліз розплавляє корону, від чого Золота армія назавжди відключається. Хеллбой, Ліз, Ейб і Йоханн вирішують піти з бюро і почати спокійне життя. Хеллбой дізнається, що у Ліз двійня.

## В ролях
- Рон Перлман — Хеллбой
- Сельма Блер — Ліз Шерман
- Даг Джонс — Ейб Сапієн
- Джефрі Тембор — Том Меннінґ
- Люк Госс — принц Нуада
- Анна Волтон — принцеса Нуада
- Сет МакФарлейн — Йоганн Краус
- Джон Гарт — професор Тревор Брум
- Браян Стіл — Моргун

## Саундтрек
- Santa Clause is Comin' To Town — Eddy Arnold
- Violin Sonata No. 9 Kreutzer — Takako Nishizaki і Jeno Jando
- Autumn from the Four Seasons — Cho — Liang Lin, Anthony Newman і International Sejong Soloists
- All I Want to Do is Rock — Travis
- News Intro #1 from Bruce Almighty — John Debney
- News Brief from Hard Copy — Harry Garfield і Julian Bratolyubov
- Why — Poet in Process
- Nel Caleyu La Fonte — Brenga Astur
- Beautiful Freak — Eels
- Can't Smile Without You — Barry Manilow
- Noir — Red Is For Fire featuring Terry Oubre

## Нагороди і номінації

### Номінації
- 2009 — Премія «Оскар»
  - Найкращий грим

## Касові збори
Під час показу в Україні, що розпочався 17 липня 2008 року, протягом перших вихідних фільм демонстрували на 70 екранах, що дозволило йому зібрати $414,255 і посісти 1 місце в кінопрокаті того тижня. Фільм опустився на другу сходинку українського кінопрокату наступного тижня, адже досі демонструвався на 69 екранах і зібрав за ті вихідні ще $155,019. Загалом фільм в кінопрокаті України пробув 9 тижнів і зібрав $813,606, посівши 22 місце серед найбільш касових фільмів 2008 року.